# Adderly Fong
Adderly Fong (Vancouver, 1990. március 2. –) hongkongi autóversenyző, a 2013-as Audi R8 LMS Cup bajnoka. A 2014-es Formula–1 abu-dzabi nagydíj első szabadedzésén a Sauber autóját vezethette.

## Karrierje
Autóversenyzői pályafutását 2004-ben kezdte, első komolyabb sikerét a 2007-es év hozta, amikor 6.-ként zárta a Formula V6 Asia sorozatot. 2008-ban és 2009-ben megfordult a Német Forma 3-ban és az új-zélandi Toyota Racing Seriesben is, komolyabb sikert nem ért el.
2010-től ismét Európában próbálkozott: a Brit Forma 3-ban indult el. Egyetlen komolyabb eredményét 2012-ben, Brands Hatchben érte el, amikor mindhárom futamon kategóriagyőzelmet szerzett. Ezekben az években szerencsét próbált az Auto GP-ben, a Superleague Formulában és az IndyLights-ban is. Igazán komoly eredményt sehol nem tudott felmutatni, noha egyetlen IndyLights-versenyén 8. lett. 2011-ben 10. lett a Makaói Nagydíjon.
2012-től aktív résztvevője az Audi R8 LMS Cup versenyeinek is. Már második versenyén, Sanghajban győzelmet aratott, ez még egyszer sikerült neki debütáló évében. 2013-ban ért el áttörést, megnyerte a bajnokságot. Sportautós karrierjéhez hozzátartozik, hogy 2014-ben kategóriájában 7. helyet szerzett a Le Mans-i 24 órás versenyen.
Az utóbbi két évben a GP3-ban is megméretteti magát. Első évében a Status Grand Prix-vel próbálkozott, Silverstone-ban tudott 2 pontot szerezni. 2014-ben már a Jenzer Motorsport színeben vett részt 4 versenyhétvégén, pontot nem szerzett.
Forma 1-es versenygépet először 2014 októberében tesztelt, a valenciai Ricardo Tormo versenypályán tett meg 99 kört egy 2012-es Sauber C31-es konstrukcióval. Versenyhétvégén a 2014-es abu-dzabi nagydíjon debütált.

## Teljes eredménysorozata

### Teljes Auto GP World Series eredménylistája
| Év   | Csapat       | 1        | 2       | 3     | 4     | 5     | 6     | 7        | 8        | 9     | 10    | 11    | 12    | 13    | 14    | Helyezés | Pont |
| ---- | ------------ | -------- | ------- | ----- | ----- | ----- | ----- | -------- | -------- | ----- | ----- | ----- | ----- | ----- | ----- | -------- | ---- |
| 2012 | Ombra Racing | MNZ 1 13 | MNZ 2 7 | VAL 1 | VAL 2 | MAR 1 | MAR 2 | HUN 1 Ki | HUN 2 13 | ALG 1 | ALG 2 | CUR 1 | CUR 2 | SON 1 | SON 2 | 21.      | 4    |

### Teljes GP3-as eredménylistája
(Táblázat értelmezése)

(Félkövér: pole-pozícióból indult; dőlt: leggyorsabb kört futott) 

| Év   | Csapat            | 1          | 2          | 3          | 4          | 5         | 6          | 7       | 8       | 9          | 10         | 11         | 12         | 13         | 14          | 15         | 16         | Helyezés | Pont |
| ---- | ----------------- | ---------- | ---------- | ---------- | ---------- | --------- | ---------- | ------- | ------- | ---------- | ---------- | ---------- | ---------- | ---------- | ----------- | ---------- | ---------- | -------- | ---- |
| 2013 | Status Grand Prix | ESP FEA 23 | ESP SPR 11 | EUR FEA Ki | EUR SPR Ki | GBR FEA 9 | GBR SPR Ki | GER FEA | GER SPR | HUN FEA 20 | HUN SPR 17 | BEL FEA Ki | BEL SPR 16 | ITA FEA 19 | ITA SPR 20† | UAE FEA 17 | UAE SPR 21 | 21.      | 2    |

† A versenyt nem fejezte be, de helyezését értékelték, mert a versenytáv több, mint 90%-át teljesítette.

### Teljes Formula-1-es eredménysorozata
(Táblázat értelmezése)

(Félkövér: pole-pozícióból indult; dőlt: leggyorsabb kört futott) 

| Év   | Csapat | 1   | 2   | 3   | 4   | 5   | 6   | 7   | 8   | 9   | 10  | 11  | 12  | 13  | 14  | 15  | 16  | 17  | 18  | 19     | Helyezés | Pont |
| ---- | ------ | --- | --- | --- | --- | --- | --- | --- | --- | --- | --- | --- | --- | --- | --- | --- | --- | --- | --- | ------ | -------- | ---- |
| 2014 | Sauber | AUS | MAL | BHR | CHN | ESP | MON | CAN | AUT | GBR | GER | HUN | BEL | ITA | SIN | JPN | RUS | USA | BRA | UAE Tp | –        | –    |